# Nikolinci
Nikolinci (ćir.: Николинци, rum. Nikolinţ)) su naselje u općini Alibunar u Južnobanatskom okrugu u Vojvodini, naseljeno Rumunjima.

## Stanovništvo
U naselju Nikolinci živi 1.240 stanovnika, od toga 986 punoljetnih stanovnika, a prosječna starost stanovništva iznosi 42,1 godina (39,7 kod muškaraca i 44,2 kod žena). U naselju ima 408 domaćinstava, a prosječan broj članova po domaćinstvu je 3,04.
Prema popisu iz 1991. godine u naselju je živjelo 1.634 stanovnika.
| Etnički sastav 2002. |            |        |
| Narod                | Stanovnika | %      |
| Rumunji              | 921        | 74,27% |
| Romi                 | 143        | 11,53% |
| Srbi                 | 129        | 10,40% |
| Mađari               | 9          | 0,72%  |
| Jugoslaveni          | 6          | 0,48%  |
| Muslimani            | 5          | 0,40%  |
| Makedonci            | 4          | 0,32%  |
| ostali               | 12         | 0,90%  |
| nepoznato            | 8          | 0,64%  |

| broj stanovnika | 2862  | 2820  | 2716  | 2377  | 1905  | 1634  | 1240  |
|                 | 1948. | 1953. | 1961. | 1971. | 1981. | 1991. | 2001. |

## Vanjske poveznice
- Službena stranica naselja  Arhivirana inačica izvorne stranice od 10. travnja 2010. (Wayback Machine)
- Karte, udaljenosti i vremenska prognoza  Arhivirana inačica izvorne stranice od 30. listopada 2007. (Wayback Machine)
- [neaktivna poveznica]